# Орлеан-Браганса, Кристина
Кристина де Орлеан-Браганса, императорская принцесса Бразилии и принцесса Линь, в девичестве Кристина Мари Элизабет де Линь (фр. Christine de Ligne); 11 августа 1955) — дочь принца Антуана де Линя и принцессы Алисы, а также нынешняя императорская принцесса Бразилии с 2022 года благодаря браку с принцем Антонио. Она бельгийская и бразильская принцесса, у неё было 4 детей: принц Педру Луиш (умерший), принцесса Амелия, принц Рафаэл и принцесса Мария Габриэла.
Кристина де Линь, родившаяся в замке Белёй, провинция Эно, Бельгия, является четвёртым ребенком и второй дочерью из семи детей Антуана 13-го принца де Линя (1925—2005) и принцессы Аликс Люксембургской (1929—2019). Она сестра Мишеля, 14-го принца де Линя, главы своего дома с 2005 года.
По матери она является внучкой великой герцогини Шарлотты Люксембургской (1896—1985) и происходит от Роберта, последнего герцога Пармского (1848—1907), а также короля Португалии Мигеля I (1802—1866).

## Брак и потомки
После помолвки, заключенной в июне 1981 году, принцесса Кристина вышла замуж 25 сентября 1981 года, на гражданской церемонии, в замке Белёй, а на следующий день на религиозной церемонии, в часовне замке Белёй за принца Антуана, родившегося в Рио-де-Жанейро 24 июня 1950 года, императорский принц Бразилии с 15 июля 2022 года, сын принца Педру Энрике (1909—1981) и принцессы Марии Елизаветы Баварской (1914—2011).
У пары четверо детей, имеющих титул учтивости Королевского Высочества и титулы учтивости принца или принцессы Бразилии:
- Педру Луиш де Орлеан-Браганса[5][6];
- Амелия де Фатима де Орлеан-Браганса, родилась в Брюсселе 16 марта 1984 года, отказалась от своих династических прав, и 14 июля 2014 года в Рио-де-Жанейро вышла замуж за Александра Джеймса Спирмена (род. 1984), потомка сэра Александра Янга Спирмена, 1-й баронет Спирмена (1793—1874);
- Рафаэл Антониу Мария де Орлеан-Браганса, родился 24 апреля 1986 года в Рио-де-Жанейро;
- Мария Габриэла Фернанда де Орлеан-Браганса, родилась 8 июня 1989 года в Рио-де-Жанейро.